# Franz Ledwinka
Franz Ledwinka (* 27. Mai 1883 in Wien; † 21. Mai 1972 in Salzburg) war ein österreichischer Komponist, Pianist, Cellist und Musikpädagoge.

## Leben
Franz Ledwinka wurde als Sohn des aus Südböhmen zugezogenen Schneidermeisters Wenzel Ledwinka und seiner Frau Anna, geb. Tischer geboren.
Er war Sängerknabe und spielte bereits im Alter zwölf Jahren Orgel. In den Jahren 1897 bis 1901 studierte er an der Wiener Musikakademie Klavier bei Joseph Schalk und Hans Hofmann, Violoncello bei Reinhold Hummer, Orgel bei Georg Valker sowie Komposition und Violoncello bei Rudolf Glickh.
Von 1907 bis 1949 unterrichtete er als Klavierpädagoge am Mozarteum in Salzburg und war von 1915 bis 1917 dort auch Direktor. Zu seinen prominentesten Schülern gehörten Herbert von Karajan und Otmar Suitner. Das Mozarteum würdigte ihn als Ehrenmitglied.
Zum 1. Mai 1938 trat er der NSDAP bei (Mitgliedsnummer 6.345.066).
Sein Schaffen als Komponist umfasst etwa 200 Werke aller Gattungen – Kirchenmusik, musikdramatische Werke, Orchester- und Kammermusik, vier Liederzyklen und über 150 Lieder.
Die Stadt Salzburg unterhält seine Grabstätte als Ehrengrab auf dem Salzburger Kommunalfriedhof.